# جين كاو
جين كاو (بالإنجليزية: Jen Kao)‏ هي مصممة أزياء أمريكية، ولدت في 15 يوليو 1981 في لوس أنجلوس في الولايات المتحدة.